# Serica rufolineata
Serica rufolineata är en skalbaggsart som beskrevs av Edgar von Harold 1879. Serica rufolineata ingår i släktet Serica och familjen Melolonthidae. Inga underarter finns listade i Catalogue of Life.